# Беатрикс
Беатри́кс (полное имя — Беатрикс Вильгельми́на Армгард, нидерл. Beatrix Wilhelmina Armgard, МФА: [ˈbeːjaˌtrɪks] ; род. 31 января 1938) — принцесса Нидерландов из Оранской династии; с 30 апреля 1980 года по 30 апреля 2013 года была королевой Нидерландов, царствование которой стало третьим последовательным женским царствованием в истории королевства с 1890 года (на протяжении XX века в Нидерландах царствовали только женщины). Стала королевой после отречения матери, королевы Юлианы, в 2013 году отреклась от престола в пользу сына, принца Виллема-Александра. До и после отречения носила и носит титул принцессы Нидерландов. 

## Биография

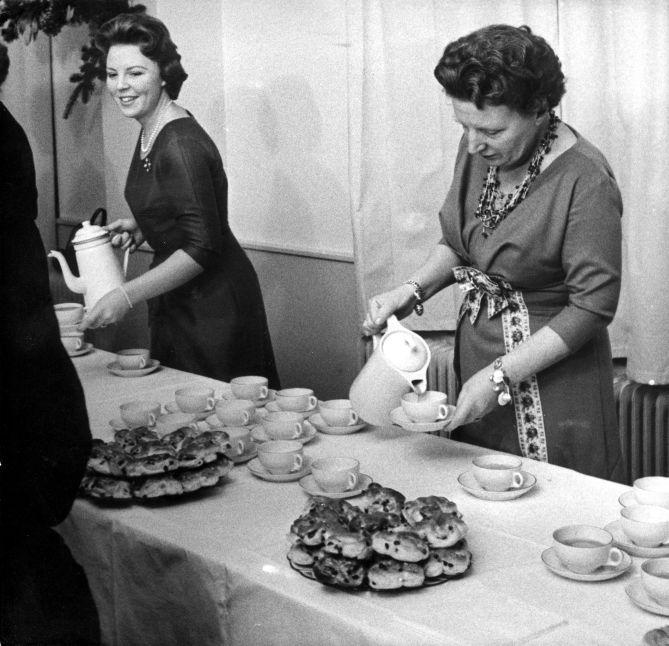
Принцесса Беатрикс и королева Юлиана в 1960 году

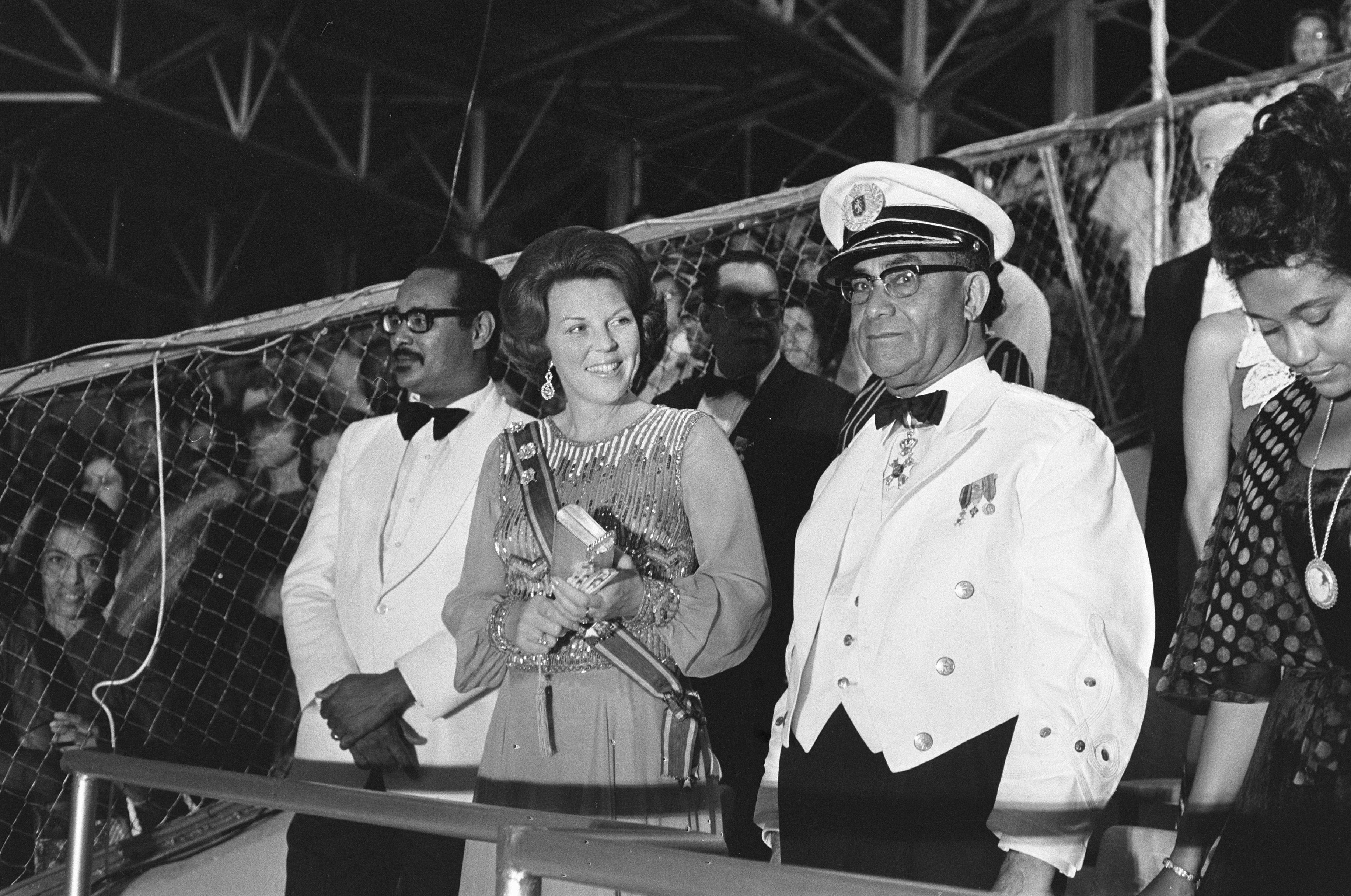
Хенк Аррон, Принцесса Беатрикс, и Йохан Ферье во время церемонии провозглашения независимости Суринама в 1975 году

Беатрикс Вильгельмина Армгард, принцесса Нидерландов, принцесса Оранская-Нассау и принцесса Липпе-Бистерфельдская, родилась 31 января 1938 года в 9:27 во дворце Сустдейк (нидерл. Soestdijk) в Барне, Нидерланды.
В мае 1940 года семья выехала в Великобританию, а месяц спустя Беатрикс с сестрой Иреной и матерью перебрались в канадскую Оттаву, где они проживали на вилле Сторноуэй и где в 1943 году родилась её сестра Маргарита. Во время войны её отец, принц Бернард, оставался с бабушкой Беатрикс, королевой Вильгельминой, в Лондоне, навещая семью лишь эпизодически. Семья вернулась в Нидерланды 2 августа 1945 года.
Среднее образование принцесса получила в школах «De Werkplaats» в Билтховене и «Incrementum», которая являлась частью Барнского лицея. В июле 1961 года Беатрикс окончила Лейденский университет, где изучала социологию, экономику и государственное право. Доктор юридических наук.
Ее появление на политической сцене почти сразу же ознаменовалось противоречиями. В 1965 году принцесса Беатрикс обручилась с немецким аристократом Клаусом фон Амсбергом, дипломатом, работающим в Министерстве иностранных дел Германии. В день их свадьбы в Амстердаме 10 марта 1966 года состоялся массовый протест. Протесты включали некоторые запоминающиеся лозунги — в том числе ссылка на оккупацию немецкими солдатами голландских велосипедов во время Второй мировой войны. Но со временем принц Клаус стал одним из самых популярных членов голландской монархии, и его смерть в 2002 году была горько оплакана.
25 ноября 1975 года Беатрикс и принц Клаус приняли участие в церемонии провозглашения независимости Суринама, проходившей в столице нового государства Парамарибо, и представляли мать, королеву Юлиану.

## Семья
28 июня 1965 года было официально объявлено о помолвке наследницы престола Нидерландов Беатрикс с германским дипломатом Клаусом фон Амсбергом. После помолвки Клаус фон Амсберг стал подданным Нидерландов. Брак был одобрен обеими палатами нидерландского парламента, и свадьба наследной принцессы Беатрикс с Клаусом фон Амсбергом состоялась 10 марта 1966 года. В день свадьбы Клаус получил титул принца Нидерландов.

## Королева Нидерландов

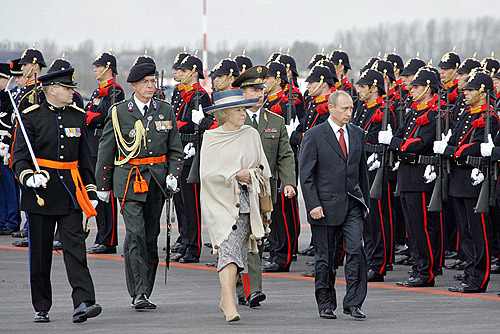
Беатрикс и Президент России Владимир Путин во время его государственного визита в Нидерланды в 2005 году

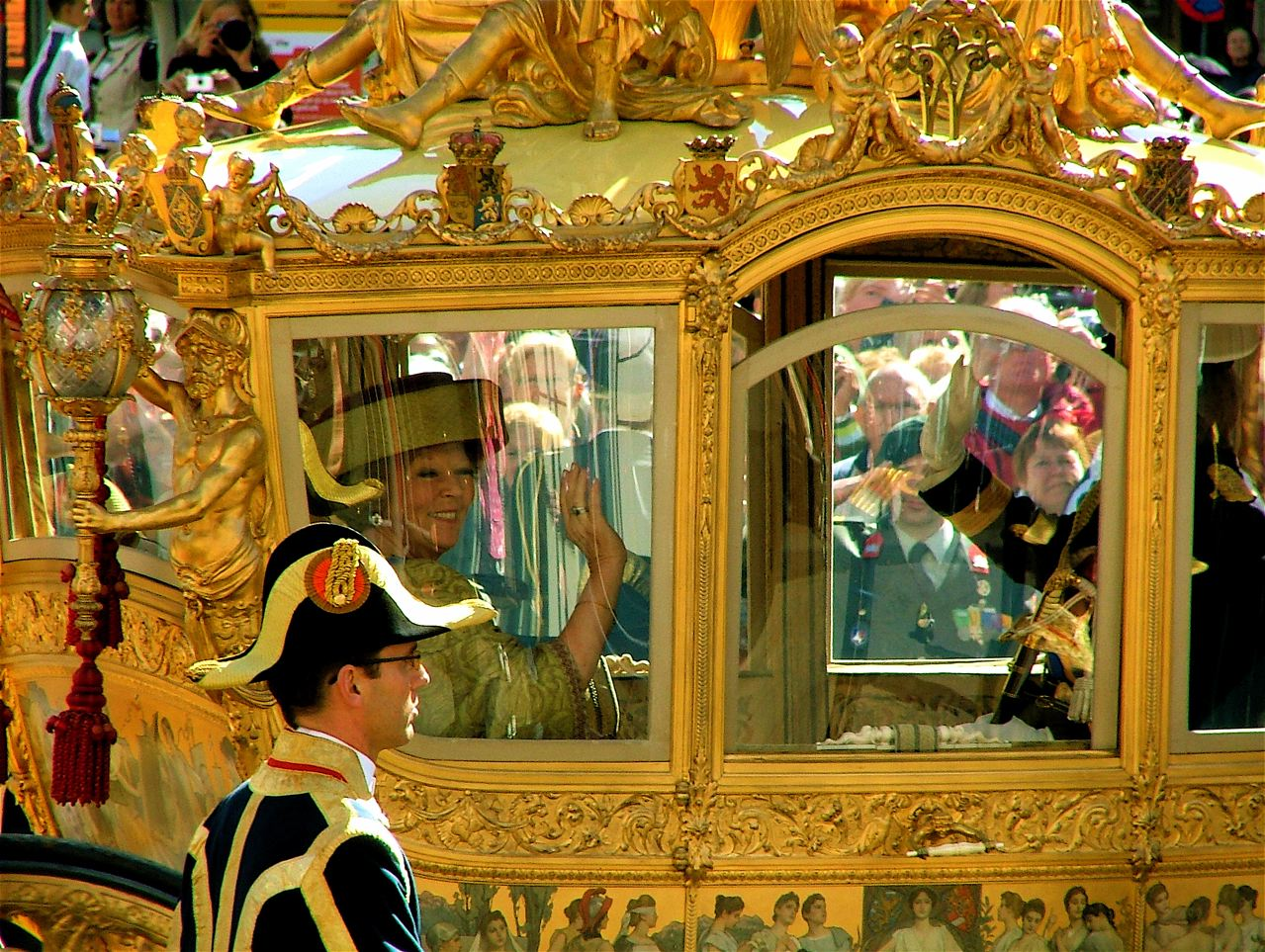
Королева Беатрикс и ее сын Виллем-Александр в золотой карете в 2007 году, в день ежегодной тронной речи с изложением программы правительства на предстоящий парламентский год.

Королева Юлиана подписала акт об отречении от престола в свой 71-й день рождения, 30 апреля 1980 года.  В тот же день наследная принцесса Беатрикс была провозглашена королевой Нидерландов. Присяга и инаугурация в качестве монарха состоялась во время заседания двух палат Генеральных Штатов на церемонии в Ньюве-Керк в Амстердаме.
На протяжении большей части своего правления Беатрикс играла значительную роль в процессе формирования кабинета; в частности, она назначила информатора, который ведет переговоры для формирования правительства.
Во время правления королевы Беатрикс, 1 января 1986 года Аруба отделилась от Нидерландских Антильских островов и стала отдельной составной страной в нидерландском Королевстве.
6 октября 2002 года после продолжительной болезни скончался муж королевы принц Клаус. Полтора года спустя её мать скончалась после длительной болезни, а в 2004 году не стало её отца, принца Бернарда.
8 февраля 2005 года Королева Беатрикс получила редкую почетную докторскую степень в Лейденском университете. В своей речи она размышляла о роли монархии и её собственных 25 годах, проведённых на троне. Речь транслировалась в прямом эфире.
29 и 30 апреля 2005 года она отметила 25-летие своего правления. Королева дала интервью на голландском телевидении, а само празднование состоялось в Гааге, резиденции правительства страны.
10 октября 2010 года на территории Нидерландских Антильских островов были созданы новые муниципалитеты Бонайре, Синт-Эстатиус и Саба, а также новые самоуправляющиеся территории Кюрасао и Синт-Мартен. На церемонии роспуска в столице Нидерландских Антильских островов Виллемстаде присутствовали Принц Виллем-Александр и его жена Максима, которые представляли королеву.
С 1981 года королевская семья постоянно проживает в старинной усадьбе Хёйс-тен-Бос на окраине Гааги. Официальной резиденцией королевы с 1984 считается дворец Нордейнде (нидерл. Noordeinde).
28 января 2013 года Королева Беатрикс объявила по телевидению, что 30 апреля, в дату традиционного праздника Дня Королевы (Koninginnedag), она отречётся от трона в пользу своего старшего сына Виллема-Александра. Официальное отречение произошло днём 30 апреля 2013 года.
Титул королевы Беатрикс во время правления — Её Королевское Величество, Королева Нидерландов Беатрикс, Принцесса Оранско-Нассауская, Принцесса Липпе-Бистерфельдская. Титул королевы Беатрикс после её отречения — Её Королевское Высочество, Принцесса Нидерландов Беатрикс, Принцесса Оранско-Нассауская, Принцесса Липпе-Бистерфельдская. После отречения принцесса Беатрикс проживает в замке Дракенстейн, который она приобрела в 1959 году.
В 2009 и 2015 году приняла участие в конференции Бильдербергского клуба.

## Дети и внуки
У королевы Беатрикс и принца Клауса родилось трое детей:
- Виллем-Александр (род. 27 апреля 1967 года) — старший сын королевы, король Нидерландов с 2013 года;
- Фризо (25 сентября 1968 — 12 августа 2013);
- Константин (род. 11 октября 1969 года).

Также в королевской семье есть семь внучек и один внук:
- Дочери короля Виллема-Александра и королевы Максимы:
  - принцесса Оранская Катарина-Амалия Беатрикс Кармен Виктория (наследница престола) (род. 7 декабря 2003 г.);
  - принцесса Алексия Юлиана Марсела Лаурентин (родилась 26 июня 2005 г.);
  - принцесса Ариана Вильгемина Максима Инес (родилась 10 апреля 2007 г.);
- Дети принца Константина и принцессы Лорентин:
  - Элоиза, графиня Оранская-Нассауская (родилась 8 июня 2002 г.);
  - Клаус-Казимир, граф Оранский-Нассауский (родился 21 марта 2004 г.);
  - Леонора, графиня Оранская-Нассауская (родилась 3 июня 2006 г.);
- Дети принца Фризо и графини Мейбл:
  - Луана Эмма, графиня Оранская-Нассауская (родилась 26 марта 2005 г.);
  - Йоханна Зария, графиня Оранская-Нассауская (родилась 18 июня 2006 г.).

## Покушение на королевскую семью
30 апреля 2009 года во время церемониальной процессии в городке Апелдорн 38-летний Карст Татес попытался врезаться своей автомашиной в автобус, в котором ехала королева Беатрикс, её сын Виллем Александр с женой Максимой и другие члены королевской семьи. Автомашина проехала мимо автобуса и, промчавшись сквозь толпу зрителей, врезалась в памятник. В результате этого покушения семь человек погибли, 11 получили ранения (один человек скончался на следующий день).

## В искусстве
- 2010 — «Величие[нидерл.]» — Нетти Бланкен[нидерл.]